# نوريتزا ماتوسيان
نوريتزا ماتوسيان هي بريطانية قبرصية من أصول أرمينية و هي كاتبة وممثلة ومذيعة وناشطة في مجال حقوق الإنسان. كتبت عن الفنون و الموسيقى المعاصرة و التاريخ و أرمينيا. 
نشرت السيدة ماتوسيان أول سيرة ذاتية ودراسية نقدية للملحن اليوناني إيانيس زيناكيس - وهو الكتاب المُصدر عن حياته - والهندسة المعمارية والموسيقى على مدى عشر سنوات من التعاون معه. ثم قامت لاحقاً بتحويله إلى فيلم وثائقي مدته ٥٠ دقيقه لصالح قناة بي بي سي 2 كان بعنوان Something Rich and Strange.
كتبت ماتوسيان عام 1998 كتاب Black Angel - تحدثت فيه حياة أرشيلي غوركي بعد عشرين عامًا من البحث. Ararat -هو الفيلم الحائز على جائزة أتوم إيغويان وميراماكس - مستوحى جزئيًا من كتاب Black Angel. مثلت فيه كمستشارة لـإيغويان بدور البطولة النسائية آني  كتبت ماتوسيان أيضًا وادت عرضًا منفردًا عن حياة غوركي من وجهة نظر نساءه الأربع المحبوبات بالصور والموسيقى. و تم إنتاجه على نطاق واسع عالمياً أكثر من 80 مرة في أماكن مثل مركز باربيكان ومتحف تيت الحديث ولندن ونيويورك ولوس أنجلوس ومهرجان إدنبرة وقبرص وباريس ولبنان وإيران ورومانيا وجورجيا. وفي أرمينيا قامت بأدائها بلغتين في آنٍ واحد.
بثت ماتوسيان على قناة بي بي سي و ساهمت في العديد من الصحف والمجلات، بما في ذلك صحيفة ذي إندبندنت ، وصحيفة الغارديان ، وصحيفة ذي إيكونوميست ، و صحيفة ذا أوبزرفر . وكانت الملحق الثقافي الفخري للسفارة الأرمنية في لندن من عام 1991 حتى عام 2000.
أمضت طفولتها في قبرص مع عائلتها الأرمنية. وتلقت تعليمها في إنجلترا، وتخرجت بمرتبة الشرف في الفلسفة - بكالوريوس في الفلسفة - من كلية بيدفورد في جامعة لندن ثم درست الموسيقى والمسرح والتمثيل الصامت في دارتينجتون وباريس وتتحدث تسع لغات. وهي متزوجة من الملحن رولف جيلهار.

## المنشورات
Monographs:
- Iannis Xenakis Fayard, Paris, 1981
- Xenakis, Kahn & Averill, London 1985, 1991, paperback; Pro Am, NY.
- Xenakis, Moufflon Publications, Cyprus, 2005
- Black Angel, The Life of Arshile Gorky Chatto & Windus, Random House, 1998; Pimlico